# آرباناشکا (پروکوپیه)
آرباناشکا (به صربی: Arbanaška) یک روستا در صربستان است که در پروکوپلیه واقع شده‌است. آرباناشکا ۵۱ نفر جمعیت دارد.